# Mezzolara Calcio
L'A.S.D. Mezzolara Calcio, comunemente nota come Mezzolara, è una società calcistica italiana di Mezzolara, frazione di Budrio nella città metropolitana di Bologna. Attualmente milita in Eccellenza.

## Storia
La società venne fondata nel 1965 e per i primi quattordici anni della sua storia partecipò esclusivamente a campionati amatoriali.
Nel 1979 si affiliò alla FIGC e da allora iniziò a scalare le varie categorie dilettantistiche. Dopo aver ottenuto il salto di categoria nella Promozione Emilia-Romagna 1996-1997, ha disputato per la prima volta l'Eccellenza nella stagione 1997-1998.
Al termine del torneo di Eccellenza Emilia-Romagna 1999-2000 ottenne la prima promozione in Serie D e da allora ha sempre militato nel massimo campionato dilettantistico, ad esclusione di una stagione. Infatti al termine della Serie D 2002-2003, chiuso in una tranquilla posizione di metà classifica, la società biancoceleste decise di scendere in Eccellenza. Ma già nel campionato successivo il Mezzolara ottenne di nuovo la promozione in Serie D, categoria nella quale ha militato per circa 20 anni, fino a una nuova retrocessione avvenuta nel 2024.

## Colori e simboli

### Colori
I colori sociali del Mezzolara sono il bianco e l'azzurro. Tradizionalmente la prima maglia adotta queste colorazioni.

### Simboli ufficiali
Stemma
All'interno dei primi stemmi della squadra il simbolo predominante erano due covoni di riso, coltura tradizionale della campagna mezzolarese nei primi anni del novecento.
L'attuale stemma della squadra è uno scudo a pentola con bordo giallo. Nella parte superiore si trova a sinistra un leone rampante, presente nello stemma comunale di Budrio, mentre a destra i due covoni di riso. Al centro si trova una fascia gialla contenente il nome della squadra. In basso c'è un pallone da calcio su delle righe verticali biancoazzurre.

## Strutture

### Stadio
Il Mezzolara gioca le gare interne allo stadio Pietro Zucchini di Budrio. L'impianto è stato costruito tra il 1926 e il 1927 e inaugurato nel 1927. Dal 2002 lo stadio è intitolato a Pietro Zucchini, storico presidente della squadra.
La capienza dell'impianto è di 1700 posti suddivisi in due tribune, delle quali una è coperta.

## Palmarès

### Competizioni regionali
- Eccellenza: 1

1998-1999 (girone B)

## Statistiche e record

### Partecipazione ai campionati
| Livello | Categoria | Partecipazioni | Debutto   | Ultima stagione | Totale |
| ------- | --------- | -------------- | --------- | --------------- | ------ |
| 4º      | Serie D   | 10             | 2014-2015 | 2023-2024       | 10     |
| 5º      | Serie D   | 13             | 2000-2001 | 2013-2014       | 13     |